# Вершилов, Борис Ильич
Бори́с Ильи́ч Верши́лов (настоящая фамилия Вестерман; 1893 — 1957, Москва) — советский режиссёр. Заслуженный артист РСФСР (1948).
Родился в еврейской семье.

Могила Вершилова на Новодевичьем кладбище Москвы.

Учился у Е. Б. Вахтангова в Мансуровской студии. Работал во 2-й студии МХТ (1919—1924), МХАТе (1924—1930), Оперном театре им. К. С. Станиславского (1926—1931, 1937—1939). С 1932 года преподавал (с 1945 года — в Школе-студии МХАТа).
Послужил прототипом для Ксаверия Борисовича Ильчина в «Театральном романе» М. А. Булгакова.
Был создателем Московского Еврейского театра-студии «Фрайкунст» («Свободное искусство»; 1926—1930). Работал в театре «Кунст винкл» («Уголок искусства»; Киев), Государственном еврейском театре (ГосЕТ; Киев).

## Семья
- Был женат на актрисе театра «Габима» Эстер Израилевне Бонгард (1903—1964). Их дочь — Елена Борисовна Вершилова была замужем за биофизиком Е. А. Либерманом.
- Племянник — кибернетик М. М. Бонгард[2].

## Постановки
Совместные постановки:
- «Безумный день, или Женитьба Фигаро» Бомарше (1927, МХАТ)
- «Борис Годунов» А. С. Пушкина (1929, Музыкальный театр им. К. С. Станиславского)
- «Реклама» М. Д. Уоткинс (1930, МХАТ)
- «Уриэль Акоста» К. Гуцков (1940, Малый театр)

Собственные постановки:
- «Разбойники» Ф. Шиллера
- «Дама-невидимка» Кальдерона (1924, 2-я студия МХАТ)
- 1925 — «Голем» Г. Лейвика (Театр «Габима»)
- 1925 — «Гамабул» («Потоп») Ю. Бергера (там же)
- «Грушенька» И. В. Штока (по повести Н. С. Лескова «Очарованный странник»; 1946, Цыганский театр «Ромэн»).

## Интересные факты
Считается, что Вершилов, преподававший в Школе-студии МХАТ, посоветовал молодому Владимиру Высоцкому овладеть гитарой. «Когда я учился в театральном училище, Борис Ильич Вершилов, друг Станиславского и учитель очень многих людей, сказал мне: „Вам очень пригодится этот инструмент“, — и заставил меня овладеть гитарой. (Он прочил мне такую же популярность, как у Жарова, и поэтому, дескать, необходимо уметь играть на гитаре.)»

## Награды
- Орден «Знак Почёта» (26 октября 1948 года) — за выдающиеся заслуги в развитии советского театрального искусства и в связи с пятидесятилетием со дня основания Московского орденов Ленина и Трудового Красного Знамени Художественного Академического театра СССР имени М. Горького[4].
- Заслуженный артист РСФСР (26 октября 1948 года) — за выдающиеся заслуги в развитии советского театрального искусства и в связи с пятидесятилетием со дня основания Московского орденов Ленина и Трудового Красного Знамени Художественного Академического театра СССР имени М. Горького[5].